# Periklas
Periklas je mineral, točnije kubični oblik magnezijeva oksida (MgO).
Otkrio ga je 1840. Arcangelo Scacchi u mjestu Monte Somma koje se nalazi u blizini Vezuva. Otapanjem periklasa u vodi nastaje magnezijev hidroksid. Može biti smeđežut, bezbojan, zelen, sivobijel i žut. Tvrdoća po Mohsu iznosi 5,5. Indeks prelamanja je 1,735 – 1,745.
Periklas koji sadrži željezo naziva se feroperiklas. Umjetni se periklas naziva lavernit. Periklas nastaje u kontaktnim metamorfnim stijenama i glavni je sastojak većine refraktornih opeka.